# Інженер-конструктор
Інжене́р-констру́ктор — інженер, розробник виробу, конструкцій, інструменту та/або механізмів. 
Інженер-конструктор зазвичай має (або може мати) свій напрямок (як фахівець в певній галузі), наприклад: авіація (двигуни, фюзеляж), автомобілі (двигуни, кузов), ракетно-космічна техніка, оснащення (пресформи або інструментальне), верстати (металообробні або ткацькі), побутова техніка, меблі та ін.. 
Останнім часом у багатьох компаніях конструкторами стали називати також розробників електросхем. У країнах Заходу, особливо в США, конструкторами традиційно називають інженерів-електротехніків, власне інженерів-конструкторів, інженерів-будівельників та інших. Також у США професії архітектора, і інженера-проєктувальника вважаються тісно пов'язаними з конструкторськими.  [джерело?]

## Загальне
Інженер-конструктор згідно до технічного завдання (сукупність вимог які включають в себе основну ідею, очікування клієнтів, вимоги до характеристик та ін.) проєктує та розробляє конструкторську документацію на виріб (кресленики, специфікації, вимоги до виробу та виготовлення і т. ін.). Звісно враховуючи реалії визначеного підприємства-виробника (узгодження з інженером-технологом технологічності) чи сьогодення в цілому. Також супроводжує виготовлення виробу, виконуючи нагляд за дотриманням вимог, що вказані в конструкторській документації при виготовленні виробу підприємством-виробником. Вносить зміни у конструкторську документацію (у разі необхідності).

## Завдання та обов'язки[1]
- Розроблює ескізні, технічні і робочі проєкти особливо складних, складних і середньої складності виробів, використовуючи засоби автоматизації проєктування, забезпечує в ході проєктування відповідність розроблюваних конструкцій технічним завданням, стандартам, нормам техніки безпеки, вимогам найбільш економної технології виробництва, а також застосування в проєктах стандартизованих й уніфікованих деталей і складанних одиниць.
- Проводить патентні дослідження і визначає показники технічного рівня виробів, які проєктуються.
- Розроблює кінематичні схеми, загальні компонування і теоретичні погодження окремих елементів конструкцій на основі принципових схем і ескізних проєктів, перевіряє робочі проєкти і проводить контроль креслеників за фахом або профілем роботи, знімає ескізи складних деталей з натури і виконує складні деталювання.
- Проводить технічні розрахунки в ході проєктування і техніко-економічний аналіз ефективності конструкцій, які проєктуються, розроблює інструкції з експлуатації конструкцій, пояснювальні записки до них, карти технічного рівня, паспорти (в тому числі патентні й ліцензійні), програми випробувань, технічні умови, повідомлення щодо змін у раніше розроблених кресленнях та іншу технічну документацію.
- Вивчає й аналізує конструкторську документацію, що надходить від інших підприємств і організацій, з метою її використання під час проєктування і конструювання.
- Погоджує розроблювані проєкти з іншими підрозділами підприємства, представниками замовника та органів нагляду, економічно обґрунтовує розроблювані конструкції.
- Бере участь у монтажі, налагоджуванні, випробуваннях і здаванні до експлуатації дослідних зразків, у складанні заявок на винаходи і промислові зразки, а також у роботах, які охоплюють удосконалення, модернізацію, уніфікацію конструйованих виробів, їх елементів і розроблення проєктів стандартів.
- Готує відгуки і висновки на проєкти стандартів, раціоналізаторські пропозиції і винаходи, які стосуються окремих елементів і складаних одиниць.

## Повинен знати[1]
- постанови, розпорядження, накази та інші керівні, методичні і нормативні матеріали з конструкторської підготовки виробництва;
- системи і методи проєктування;
- принципи роботи, умови монтажу і технічної експлуатації проєктованих виробів, технологію їх виробництва, перспективи технічного розвитку підприємства, використовуване устаткування, оснащення й інструмент;
- технічні характеристики й економічні показники найкращих вітчизняних і світових зразків виробів, подібних проєктованим;
- стандарти, методики та інструкції з розроблення та оформлення креслеників та іншої конструкторської документації;
- технічні вимоги, що ставляться до розроблюваних конструкцій;
- засоби автоматизації проєктування;
- методи проведення технічних розрахунків у конструюванні;
- матеріали, які застосовуються в конструкціях, і їх властивості;
- порядок і методи проведення патентних досліджень;
- основи винахідництва;
- методи аналізу технічного рівня об'єктів техніки і технології;
- вимоги організації праці в проєктуванні і конструюванні;
- основи технічної естетики і художнього конструювання;
- системи автоматизованого проєктування;
- передовий вітчизняний і світовий досвід конструювання аналогічних виробів;
- основи трудового законодавства, економіки та організації виробництва.

## Кваліфікаційні вимоги[1]

### Провідний інженер-конструктор
- Повна вища освіта відповідного напрямку підготовки (магістр, спеціаліст) та підвищення кваліфікації.
- Стаж роботи за професією інженера-конструктора І категорії не менше 2 років.

### Інженер-конструктор I категорії
- Повна вища освіта відповідного напрямку підготовки (магістр, спеціаліст) та підвищення кваліфікації.
- Стаж роботи за професією інженера-конструктора II категорії:
  - для магістра — не менше 2 років,
  - спеціаліста — не менше 3 років.

### Інженер-конструктор II категорії
- Повна вища освіта відповідного напрямку підготовки (магістр, спеціаліст) та підвищення кваліфікації;
  - для магістра — без вимог до стажу роботи,
  - для спеціаліста — стаж роботи за професією інженера-конструктора III категорії не менше 2 років.

### Інженер-конструктор III категорії
- Повна або базова вища освіта відповідного напрямку підготовки (спеціаліст або бакалавр) та підвищення кваліфікації.
- Стаж роботи за професією інженера-конструктора:
  - для спеціаліста — не менше 1 року,
  - бакалавра — не менше 2 років.

### Інженер-конструктор
- Повна або базова вища освіта відповідного напрямку підготовки (спеціаліст, молодший спеціаліст або бакалавр) без вимог до стажу роботи[2].